# 铳墓
《铳墓》（又译作）是Red Entertainment出品的第三人称射击游戏，2002年在日本和西方PlayStation 2平台推出。玩家在游戏中扮演沉默寡言的神槍手布蘭登·希特，敘述主人翁與黑幫老大血腥哈利之前的恩怨情仇。游戏其後改編成動畫，由東京電視台於2003年10月6日至2004年3月29日間播放，共26集。
《Fami通》为游戏打出30/40分。游戏在西方Metacritic和GameRankings的汇总得分均为65%。

## 續作
《铳墓》有多款遊戲續作：
- 铳墓 O.D.（2004年）
- GUNGRAVE VR（2017年）
- 槍神 G.O.R.E（2022年）